# Vadmacskák (film)
A Vadmacskák (eredeti cím: Wildcats) 1986-ban bemutatott amerikai, sport-témájú filmvígjáték Michael Ritchie rendezésében.
A főbb szerepekben Goldie Hawn, James Keach és Swoosie Kurtz látható. Wesley Snipes és Woody Harrelson ebben a filmben debütált színészként.

## Cselekmény
Molly McGrath (Goldie Hawn) testnevelőtanár, egy híres amerikaifutball-edző lánya, aki alig várja, hogy saját csapatát irányíthassa. Amikor a kívánsága végre teljesül, Molly otthagyja az állását, ahol egy jómódú középiskolában (Prescott High School) edzősködött, hogy átvegye egy belvárosi chicagói középiskola (Central High School) futballcsapatát - ez olyan hely, ahol őrkutyákra van szükség, hogy járőrözzenek a kampuszon. Az új edző idealizmusát és optimizmusát eleinte megfojtják a faji és nemi előítéletek, de végül a mindent felülíró szelleme elkezdi formába korbácsolni a zabolátlan csapatot. 
Molly ráveszi a tinédzser bűnözőt és egykori sztárfocistát, Levander „Madár” Williamst, hogy újra csatlakozzon a csapathoz, és hozzácsapja a masszív és komikus Phillip Finchet. Ezzel párhuzamosan a két kislánya felügyeleti jogáért folytatott harcot is meg kell nyernie. Az igazi próbatétel Molly számára akkor jön el, amikor a Central High csapata a Prescott ellen lép pályára a városi bajnokságban.

## Szereplők
| Színész            | Szerep                    | Magyar hang        | Magyar hang     | Magyar hang    |
| Színész            | Szerep                    | 1. szinkron        | 2. szinkron     | 3. szinkron    |
| ------------------ | ------------------------- | ------------------ | --------------- | -------------- |
| Goldie Hawn        | Molly McGrath             | Vándor Éva         | Andresz Kati    | Für Anikó      |
| Swoosie Kurtz      | Verna McGrath             | Kiss Erika         | Kiss Erika      | Kiss Erika     |
| Robyn Lively       | Alice Needham             | Csellár Réka       | Szénási Kata    |                |
| James Keach        | Frank Needham             | Imre István        | Szakácsi Sándor | Cseke Péter    |
| Jan Hooks          | Stephanie Needham         | Kisfalvi Krisztina | Simon Mari      |                |
| Bruce McGill       | Dan Darwell               | Perlaki István     | Balázs Péter    | Besenczi Árpád |
| Nipsey Russell     | Ben Edwards igazgató      | Dózsa László       | Barbinek Péter  | Csankó Zoltán  |
| Mykelti Williamson | Levander „Madár” Williams | Bor Zoltán         | Szokol Péter    | Miller Zoltán  |
| Wesley Snipes      | Trumaine                  | Holl Nándor        | Boros Zoltán    | Rajkai Zoltán  |
| Woody Harrelson    | Krushinski                | Csankó Zoltán      | Holl Nándor     | Hevér Gábor    |
| M. Emmet Walsh     | Walt Coes                 | Kristóf Tibor      | Gruber Hugó     | Láng József    |